# Table des caractères Unicode (14000-14FFF)
Cette page contient des caractères spéciaux ou non latins. S’ils s’affichent mal (▯, ?, etc.), consultez la page d’aide Unicode.
Cette page décrit la liste des caractères Unicode codés de U+14000 à U+14FFF en hexadécimal (81 920 à 86 015 en décimal).

## Sous-ensembles
La portion de 14000 à 143FF est attribuée à des hiéroglyphes égyptiens étendus-A.
La liste suivante montre les sous-ensembles spécifiques de cette portion d’Unicode.
| Sous-ensemble   | Réservés | Réservés | Décimal | Décimal |
| Sous-ensemble   | Début    | Fin      | Début   | Fin     |
| --------------- | -------- | -------- | ------- | ------- |
| (Gondi)         | 14000    | 1404F    | 81 920  | 81 999  |
| —               | 14050    | 1407F    | 82 000  | 82 047  |
| (Gangga Malayu) | 14080    | 140CF    | 82 048  | 82 127  |
| —               | 140D0    | 140FF    | 82 128  | 82 175  |
| (Écriture Zou)  | 14100    | 1415F    | 82 176  | 82 271  |
| —               | 1416F    | 14FFF    | 82 272  | 86 015  |

## Liste

### Caractères U+14000 à U+14FFF(réservés)
|               | 0 | 1 | 2 | 3 | 4 | 5 | 6 | 7 | 8 | 9 | A | B | C | D | E | F |
| ------------- | - | - | - | - | - | - | - | - | - | - | - | - | - | - | - | - |
| 1400 ... 143F |   |   |   |   |   |   |   |   |   |   |   |   |   |   |   |   |